# Nicola Stäglich
Nicola Stäglich (* 1970 in Oldenburg) ist eine deutsche, international tätige Künstlerin.

## Leben
Nicola Stäglich hat an der Städelschule Frankfurt a. M. und der Kunstakademie Mainz studiert sowie am Chelsea College of Art in London ein MA in Fine Art absolviert. Sie erhielt zahlreiche Stipendien, darunter das Villa Serpentara Stipendium der Akademie der Künste Berlin (2004), das Arbeitsstipendium Stiftung Kunstfonds Bonn (2005) und das einjährige Los Angeles/Pasadena Stipendium des Berliner Senats (2005–2006). Seit 2015 ist sie Professorin für Malerei/Grafik an der Hochschule der bildenden Künste Essen. Ihre Werke wurden in zahlreichen Einzelausstellungen präsentiert; u. a. in der Galerie Wittenbrink, München (2015), Lisa Norris Galerie, London (2015), Kunstverein Schwäbisch Hall (2014), Stadtmuseum Oldenburg (2014), Kunstverein Duisburg (2012), und SNO Contemporary Art Projects, Sydney (2012).
Um sich dem internationalen Kunstbetrieb anzupassen, schreibt sie seit 2019 ihren Nachnamen ohne den Umlaut „ä“, also „Staeglich“ statt ursprünglich „Stäglich“. Sie lebt und arbeitet in Berlin und Essen.

## Werk
Nicola Stäglich arbeitet abstrakt, wobei sich ihre Malweise auf Farbbahnen konzentriert. Die Farbe wird auf eine spezifische Art mit breiten Pinseln aufgetragen, durch die jeder Strich Kontrolle und Zufall vereint. Zuweilen nutzt sie Farbschüttungen. In ihren Gemälden lässt sie Bildräume aus transparenten Farbmodulationen entstehen, die von geometrischen und organischen Elementen geprägt sind.
Die Künstlerin arbeitet häufig in Bildserien. In einer frühen Serie ließ sie sich beim Anlegen der streifenartigen Bildelemente vom Zeichensystem des chinesischen I-Ging leiten. In einer anderen Serie kamen Bogen- und Wellenformen hinzu, die von der Landschaft des indischen Markha Tals inspiriert waren. Eine Serie mit unregelmäßig geschwungenen Formen war von der Landschaft des Grand Canyons beeinflusst. Es folgte eine Serie mit deutlich schmaleren Strichen und dreieckigen Formen, die wie Splitter oder Lichtstrahlen den Bildraum aufteilen. Auffällig war hier auch die Arbeit mit dem Untergrund, welcher als teilweise frei gelassene Malfläche stehen blieb. In der Serie der „Transparencies“ wurde dieses Prinzip erweitert, da der Malgrund aus Plexiglas besteht. Dadurch scheint die Wand, an die das Bild gehängt wird, durch den Bildkörper hindurch. Die Künstlerin versteht dies als „eine Art Hinterglasmalerei“, die „Malerei und Lichtskulptur zugleich“ ist. Eine weitere Serie entstand aus Stäglichs Beschäftigung mit dem Kreis auf einer quadratischen Malfläche.
Einen kleineren Teil ihres Werkes bilden Wandobjekte und Skulpturen. Sie sind aus dem Farb- und Formenvokabular ihrer Gemälde entwickelt. In Schichtungen oder spiralförmig stülpen sie sich aus der Wand und entfalten sich in hängenden Schlaufen und stehenden Objekten im Raum. Der Schnitt dient dabei zum Aufsprengen der Zweidimensionalität: MDF- und Hartschaumplatten werden bemalt, zersägt, aufgewölbt und neu zusammenfügt. Farbe wird in dünnen Schichten mit dem Pinsel aufgetragen, gegossen oder gesprüht. Die Koexistenz des Malerischen und des Skulpturalen lässt Farbräume entstehen, die sich in den Realraum ausdehnen und mit ihm verschmelzen. Durch die physische Struktur der Arbeit werden Licht und geworfene Schatten aktive Bestandteile der Komposition.
Sowohl in den Gemälden als auch den Skulpturen sollen Farbe und Raum erfahrbar werden und in einen körperlichen Dialog mit den Betrachtenden treten.

## Ausstellungen

### Einzelausstellungen (Auswahl)
- 2000: co.in.cide, Galerie Fahnemann, Berlin (Kat.)
- 2002: Markha Valley, Oldenburger Kunstverein (Kat.)
- 2003: Malverwandtschaften (mit Sabine Dehnel), Nassauischer Kunstverein, Wiesbaden (Kat.)
- 2004: Belvedere, Villa Serpentara, Olevano Romano
- 2005: Transparencies, Galerie Wittenbrink, München (Kat.)
- 2006: Blotscape, vondöring contemporary, Schwäbisch Hall
- 2006: Lichtbogen / Arc d’Light, Goethe-Institut, Washington
- 2007: Lichtbogen / Arc d’Light (mit Wulf Kirschner), Salena Gallery, Long Island University, New York
- 2007: Time Stills, Main Field Projects, Los Angeles (Kat.)
- 2009: Slit, Galerie Wittenbrink, München (Kat.)
- 2010: Duo (mit Raimer Jochims), vondöring contemporary, Schwäbisch Hall
- 2012: spontane Emission, ALP, Überseequartier, Hamburg
- 2012: neon, dux & comes, Kunstverein Duisburg (Kat.)
- 2012: Nicola Stäglich, SNO contemporary art projects, Sydney (Kat.)
- 2013: cup, Koffer, Berlin
- 2014: zwischen Raum, L’oiseau présente, Ballhaus Ost, Berlin
- 2014: cross over (mit Wulf Kirschner) Stadtmuseum Oldenburg (Kat.)
- 2014: Twist, Kunstverein Schwäbisch Hall
- 2015: Eins in dem andern, Galerie Wittenbrink, München
- 2015: Light Space, Lisa Norris Galerie, London

### Gruppenausstellungen
- 1996: Fürmichneu, Kunsthalle Mannheim (Kat.)
- 1997: Preisträger und Stipendiaten aus Rheinland-Pfalz, Arthouse, Ingelheim (Kat.)
- 1997: Sterne in Chicago, Ehemaliges Umspannwerk, Singen (Kat.)
- 1997: Kunststudenten stellen aus, Kunst- und Ausstellungshalle der Bundesrepublik Deutschland, Bonn (Kat.)
- 1998: MA on A4, Pumphouse Gallery, London
- 1999: Jahresgaben, Kestnergesellschaft, Hannover (Kat.)
- 1999: Kunstpreis Junger Westen, Kunsthalle Recklinghausen (Kat.)
- 2000: Genrepainting, G7, Berlin
- 2000: Nordwestpassage 2, Museen der Stadt Lüdenscheid (Kat.)
- 2000: Abstrakt Eins, Galerie Fahnemann Berlin (Kat.)
- 2002: 4 × Malerei, Galerie Fahnemann, Berlin
- 2002: Arbeiten auf Papier, Galerie Fahnemann, Berlin
- 2002: Von der Dürerzeit bis zur Postmoderne, Kupferstichkabinett, Berlin (Kat.)
- 2002: Der freie Blick, Martinskirche Kassel (Kat.)
- 2003: Die Nominierten des Emy-Roeder-Preis 2002, Wilhelm-Hack-Museum, Ludwigshafen am Rhein (Kat.)
- 2003: Nordwestkunst, Kunsthalle Wilhelmshaven (Kat.)
- 2003: Positionen neuer Malerei, Galerie Wittenbrink, München
- 2004: Form und Struktur. Wege zur Abstraktion, Kunstverein Schloß Plön
- 2004: Farbfilm 2004: Farbe und Licht in der Malerei der Gegenwart, Künstlerhaus Schloß Plüschow, Wismar
- 2004: Intercity Berlin – Praha 01: – Malerei, Galerie Mánes, Prag
- 2005: Intercity Berlin – Praha 01: – Malerei, Haus am Waldsee, Berlin
- 2006: Jahresgaben, Neuer Berliner Kunstverein, Berlin
- 2006: Lover after the cold war ..., MAK – The Mackey Apartments, Los Angeles
- 2006: Abstraction, Carl Berg Gallery, Los Angeles
- 2007: Big Bopp, Atelier Klasse Friedemann Hahn, Mainz
- 2007: Painting’s edge, Riverside Art Museum, Riverside
- 2008: 30 Jahre, Galerie Wittenbrink, München
- 2008: Vertrautes Terrain – Aktuelle Kunst in und über Deutschland, ZKM – Zentrum für Kunst und Medientechnologie, Karlsruhe (Kat.)
- 2009: Visions of Watercolours today, Kunstverein Villa Streccius, Landau (Kat.)
- 2009: Hektor Kunstpreis 2009, Kunsthalle Mannheim
- 2009 Neuer Aachener Kunstverein, Aachen
- 2009: Crossing Abstraction, Kunstraum Kreuzberg, Berlin
- 2009: Farbe konkret, Kunstverein Tiergarten[7], Berlin (mit u. a. Christiane Conrad, Günter Scharein)
- 2009: Im Norden, Sammlung der Landessparkasse zu Oldenburg, Oldenburg (Kat.)
- 2010: Reduxdelux: Small sculptures, Parkhaus Project Space, Berlin
- 2010: Amphisbaena, Forgotten Bar, Berlin
- 2010: UM 2010 – Festival für Kunst, Literatur, Musik, Fergitz
- 2010: Ayran & Yoga – The 1st Berlin Kreuzberg Biennale, Forgotten Bar, Berlin
- 2010: Folk 2 – Assemblage No. 4, SNO contemporary art projects, Sydney
- 2010: Der Garten der Pfade, die sich verzweigen, L’oiseau présente, Ballhaus Ost
- 2011: Neuerwerbungen, Artothek, Oldenburg
- 2011: Pop Hits, Tanzschuleprojects, München und Autocenter, Berlin
- 2011: Ceci n’est pas abstrait, L’oiseau présente, Ballhaus Ost, Berlin
- 2011: Sommer und Schluß, Galerie Wittenbrink München
- 2012: peer to peer to peer, Tête, Berlin
- 2012: Far afield, Novopo Projektraum, Weitenhagen
- 2012: choses vues à droite et à gauche (sans lunettes), L’oiseau présente, Ballhaus Ost, Berlin
- 2012: Edition Norm Issue No. 1, Kosmetiksalon Bar Babette, Berlin
- 2012: Myspace – Rauminterventionen, Kunstraum Kreuzberg, Berlin
- 2012: Berlin Non Objective, SNO contemporary art projects, Sydney
- 2012: Crossing Abstraction, Kunsthaus Erfurt und Forum Konkrete Kunst, Erfurt
- 2012: Montage, Schau Fenster, Berlin
- 2013: Rituals of Exhibition, H Gallery, Chiang Mai, Thailand
- 2013: Light Space Project, Phayao, Thailand
- 2013: Form Signage, Sophienholm (Kat.)
- 2013: Die Grosse, Museum Kunstpalast, Düsseldorf
- 2013: from Berlin to Leiden: Boese, Balzer, Juillerat, Stäglich, IS-projects, Leiden, NL
- 2013: Farbe Raum Farbe, Georg-Kolbe Museum, Berlin
- 2014: Abstract Strategies, Bespoke, Düsseldorf
- 2014: rip, cut - grow, L’oiseau présente, Ballhaus Ost, Berlin
- 2014: Edition Norm, Koffer, Berlin
- 2014: Touch, Galerie Hartwich, Sellin
- 2014: Im Dschungel, Kunstverein Familie Montez, Frankfurt a. M. (Kat.)
- 2014: 100 painters of tomorrow, One Art Space, New York City (Kat.)
- 2015: Plakativ IV, Städtische Galerie, Worpswede
- 2015: Schwarze Nächte, Der Strich, Berlin
- 2015: OFF-STROKE, Galerie Kurt im Hirsch e.V. (mit Peter Pumpler)
- 2015: Abstract Strategies, Kunstraum der Scheidt’schen Hallen, Essen; Martina Kaiser Contemporary Art, Köln; Poiesis Spec, Berlin
- 2015: be abstract, L’oiseau présente, Ballhau Ost, Berlin und Kunstverein Schwäbisch Hall
- 2015: sew, saw, paint, rewrite, Galerie Feldbusch Wiesner, Berlin

## Kuratorische Projekte
- 2015: be abstract, L’oiseau présente, Ballhaus Ost Berlin und Kunstverein Schwäbisch Hall, kuratiert mit Gunna Schmidt und Anke Völk
- 2014: rip, cut - grow, L’oiseau présente, Ballhaus Ost, kuratiert mit Gunna Schmidt und Anke Völk Jury Auswahl, Partner der Berlin Art Week
- 2013: Farbe Raum Farbe, Georg-Kolbe Museum, Berlin, kuratiert mit Elisabeth Sonneck
- 2013: 2,3-3d (+), L’oiseau présente, Ballhaus Ost
- 2012: Berlin Non Objective, SNO contemporary art projects, Sydney
- 2012: Crossing Abstraction, Kunsthaus Erfurt und Forum Konkrete Kunst, Erfurt, kuratiert mit Franziska Hünig u. Rebecca Michaelis
- 2012: choses vues à droite et à gauche (sans lunettes), L’oiseau présente, Ballhaus Ost, Berlin, kuratiert mit Mani Hammer, Gunna Schmidt, Anke Völk
- 2011: Ceci n’est pas abstrait, L’oiseau présente, Ballhaus Ost, Berlin
- 2010: Gründung von L’oiseau présente, Künstlerinneninitiative im Ballhaus Ost, Berlin, mit Mani Hammer, Gunna Schmidt, Anke Völk
- 2009: Crossing Abstraction, Kunstraum Kreuzberg Bethanien, Berlin, kuratiert mit Franziska Hünig u. Rebecca Michaelis

## Bibliographie (Auswahl Kataloge)
- Jette Rudolph: Interview mit Nicola Staeglich; Ludwig Seyfarth: Painting with Light; in: Nicola Staeglich: Liquid Light. Feldbusch Wiesner Rudolph & HBK Essen Verlag, Berlin/Essen 2019, ISBN 978-3-940887-94-8.
- John C. Welchman: The Canyon The Dream and I. In: John C. Welcman XX to XI.: Essays on European Contemporary Art. Sternberg Press, Berlin 2015.
- Heike Endter: Das geometrische Modell. In: Nicola Stäglich. Galerie Wittenbrink, München 2015.
- 100 painters of tomorrow. Thames & Hudson, London 2014.
- Sabine Isensee, Friedrich Scheele, Ursula Ströbele in: Crossover. Nicola Stäglich und Wulf Kirschner, Stadtmuseum Oldenburg, 2014.
- Ingo Arend: Die Kunst der Vorstellung. In: Katalog Nicola Stäglich – Neon, dux, comes. Kunstverein Duisburg, SNO contemporary art projects, Sydney 2013.
- Tanja Dückers: Slit in: Kat. Nicola Stäglich. Galerie Wittenbrink, München 2009.
- Matthias Bleyl: Der Sprung in der Schüssel oder Mehr Suppe als der Teller fasst. in Kat. Farbe konkret. Berlin 2090.
- Michael Stoeber: Schwebende Farbe in Kat. Im Norden. Kunstsammlung LzO, Oldenburg 2008.
- John C. Welchman: The Canyon The Dream and I. In: Kat. Time Stills. Main Field Projects, Los Angeles 2007.
- Michael Stoeber: Die Kraft der Utopie; Ralf Bönt Ein Ort, Eine Zeit, Ein Bericht. In: Kat. Transparencies. Galerie Wittenbrink, München 2005.
- David Ryan: Zeitspur. In: Kat. Malverwandtschaften. Nassauischer Kunstverein, Wiesbaden 2003.
- Mario-Andreas von Lüttichau: Umfeld und Methode. In: Kat. Sammlung Sparkasse Essen. 2003.
- Friedrich Meschede: Verschlossene Landschaft. In: Kat. Markha Valley. Oldenburger Kunstverein, Oldenburg und Fahnemann Projekte, Berlin 2002.
- Susanne Prinz: Everything Is Everything. In: Kat. Der freie Blick. Martinskirche, Kassel 2002.
- Karin Wendt: The message is the medium. In: Magazin für Theologie und Ästheik, Heft 12/2001
- Susanne Prinz: Welche Farbe hat Wasser wenn es zu Donner wird? in: Kat. co.in.cide, Berlin. Galerie Fahnemann, Berlin
- Sacha Craddock: An MA in Chelsea. In: Kat. Chelsea MA Fine Art Degree Exhibition. London 1998.
- August Heuser: in: Kat. Sterne in Chicago. Singen 1997.
- Manfred Fath: Neun aus Mainz. In: Kat. Fürmichneu. Mannheim 1996.